# Warnice (gromada w powiecie chojeńskim)
Warnice – dawna gromada, czyli najmniejsza jednostka podziału terytorialnego Polskiej Rzeczypospolitej Ludowej w latach 1954–1972.
Gromady, z gromadzkimi radami narodowymi (GRN) jako organami władzy najniższego stopnia na wsi, funkcjonowały od reformy reorganizującej administrację wiejską przeprowadzonej jesienią 1954 do momentu ich zniesienia z dniem 1 stycznia 1973, tym samym wypierając organizację gminną w latach 1954–1972.
Gromadę Warnice z siedzibą GRN w Warnicach utworzono – jako jedną z 8759 gromad na obszarze Polski – w powiecie chojeńskim w woj. szczecińskim na mocy uchwały nr V/41/54 WRN w Szczecinie z dnia 5 października 1954. W skład jednostki weszły obszary dotychczasowych gromad Warnice i Chełm Dolny ze zniesionej gminy Warnice w tymże powiecie. Dla gromady ustalono 22 członków gromadzkiej rady narodowej.
31 grudnia 1959 z gromady Warnice wyłączono lasy państwowe Nadleśnictwa Dębno (oddziały 1, 2, 4, 5, 6, 14, 15, 16, 17, 24, 25, 26, 27, 34, 35, 36, 37, 41, 42, 43, 44, 45, 70, 71, 75, 76, 77 i 81) o ogólnym obszarze 823,69 ha, włączając je do gromady Dębno w tymże powiecie; do gromady Warnice włączono natomiast miejscowość Ostępy oraz lasy państwowe Nadleśnictwa Godków (oddziały 218–227, 233–246, 254–263, 275–285, 291–299 i 305–306) o ogólnym obszarze 1.197,97 ha z gromady Mieszkowice tamże.
31 grudnia 1959 do gromady Warnice włączono obszar zniesionej gromady Narost (bez miejscowości  Brwice, Czartoryja, Mierno, Otusz, Witniczka, Witnica, Niwka i Wisław) w tymże powiecie
Gromadę zniesiono 1 stycznia 1972, a jej obszar włączono do gromad: Trzcińsko Zdrój (miejscowości Babin, Babinek, Chełm Dolny, Chełm Górny, Dobrogoszcz, Glinki Warnickie i Głębokie), Dębno (miejscowości Smoliniec Mały, Smoliniec Wielki i Warnice), Chojna (miejscowości Białęgi, Narost i Szczygłów) i Mieszkowice (miejscowości Goszkówek i Ostępy) w tymże powiecie.